# 惲日初
惲日初（？—？），字仲升，號遜菴，又號黍菴，常州府武進縣人，明末清初人物。畫家惲壽平之父。

## 生平
崇禎六年癸酉（1633年）副榜，為復社士人，崇禎十六年（1643年）應詔上〈備邊五策〉，不報。有民族氣節。明亡後隱居天台山，組織武裝部隊進行反清工作。魯王監國，吏部侍郎姜垓推薦惲日初領兵，但惲日初推辭了魯王的徵召。抗清失敗後惲日初逃往建寧，在靈隱寺出家，法號明曇。後與其子惲壽平相認，一起返鄉。康熙八年（1669年）赴紹興，在當地寫成了《劉子節要》（劉子指劉宗周），卒後葬於馬杭鎮上店村胥城西。其三子分别為惲楨、惲桓、惲格（惲壽平）。惲楨在參與王祁抗清運動途中陣亡，惲桓被俘虜後失蹤。

## 著作
著有《見則堂語錄》、《不遠堂詩文集》。

## 延伸阅读
[在维基数据编辑]
 《清史稿/卷500》，出自趙爾巽《清史稿》